# تشارلي ويلسون (لاعب كرة قدم بريطاني)
تشارلي ويلسون (بالإنجليزية: Charlie Wilson)‏ هو لاعب كرة قدم بريطاني (وحمل سابقاً جنسية المملكة المتحدة لبريطانيا العظمى وأيرلندا) في مركز الهجوم، ولد في 30 مارس 1895 في المملكة المتحدة، وتوفي في 1 مايو 1971 في المملكة المتحدة. لعب مع توتنهام هوتسبير وستوك سيتي وشروزبري تاون وكوفنتري سيتي ونادي أثرستون تاون ونادي ريكسهام وهدرسفيلد تاون وستافورد رينجرز وAlfreton Town F.C. ‏.